# Charles Alfred Ballance
Charles Alfred Ballance (ur. 1856 w Taunton, zm. 9 lutego 1936) – angielski chirurg. Przez większą część swojej kariery związany był z St Thomas' Hospital i z National Hospital, Queen Square. Był pierwszym przewodniczącym Society of British Neurological Surgeons. W 1933 roku nagrodzono go Medalem Listera.

## Życiorys
Bliski współpracownik Victora Horsleya, w 1887 roku brał udział w pierwszej operacji usunięcia guza rdzenia kręgowego.
Jako pierwszy wykonał połączenie nerwu twarzowego z rdzeniową częścią nerwu dodatkowego u pacjenta z porażeniem nerwu twarzowego. Dokonał też licznych osiągnięć na polu otologii i neurootologii, m.in. przeprowwadził jako jeden z pierwszych operację usunięcia guza kąta mostowo-móżdżkowego. Opisał też tzw. objaw Ballance'a.